# Yelawolf
Michael Wayne Atha, mai cunoscut sub numele său de scenă Yelawolf, este un rapper și cântăreț american. Născut în Alabama, a copilărit în Tennessee și Alabama și și-a început cariera în 2005, lansând independent un EP și patru mixtape-uri până în 2010. Abia în 2010, cu EP-ul Trunk Muzik, Yelawolf a început să atragă atenția generală, culminând cu semnarea unui contract cu Interscope Records. Prima sa lansare cu o casă mare de discuri a fost o reelaborare a lui Trunk Muzik, intitulată Trunk Muzik 0-60 (2010).
În ianuarie 2011, Yelawolf a semnat un contract cu casa de discuri  Shady Records a lui Eminem și a lansat cel de-al doilea album de studio, Radioactive, în noiembrie 2011. Albumul a debutat pe locul 27 în Billboard 200. Yelawolf a lansat o continuare a mixtape-ului său revoluționar Trunk Muzik, intitulat Trunk Muzik Returns, în martie 2013. Al treilea album al său, Love Story, a fost lansat în aprilie 2015. Cel de-al patrulea album al său, Trial by Fire, a fost lansat în octombrie 2017. Al cincilea album, ultimul cu Shady Records, Trunk Muzik III, a fost lansat în martie 2019. Al șaselea album de studio, Ghetto Cowboy (primul album de studio independent de când a semnat cu Eminem), a fost lansat în octombrie 2019.

## Discografie
Albume de studio
- Creek Water (2005)
- Radioactive (2011)
- Love Story (2015)
- Trial by Fire (2017)
- Trunk Muzik III (2019)
- Ghetto Cowboy (2019)
- Mud Mouth (2021)

Compilație - albume
- Shady XV (cu Shady Records) (2014)

EP-uri solo
- Arena Rap (2008)
- Trunk Muzik 0-60 (2010)
- Hotel (2016)

Albume în colaborare
- Devil Went Down To Georgia (cu  Korn) (2020)
- Yelawolf Blacksheep (cu Caskey) (2021)
- Turquoise Tornado (cu Riff Raff) (2021)
- Mile Zero (cu DJ Muggs) (2021)
- Sometimes Y (cu Shooter Jennings) (2022)

EP-uri în colaborare
- The Slumdon Bridge (cu Ed Sheeran) (2012)
- Psycho White (cu Travis Barker) (2012)
- Black Fall (cu DJ Paul) (2013)
- Catfish Billy x Cub Cook Up Boss (cu Cook Up Boss) (2017)
- Catfish Billy x Cub Cook Up Boss Slum Trap (cu Cook Up Boss) (2019)
- Slumafia (cu DJ Paul) (2021)

Mixtape-uri
- Pissin' in a Barrel of Beez (2005)
- Ball of Flames: The Ballad of Slick Rick E. Bobby (2007)
- Stereo: A Hip-Hop Tribute To Classic Rock (2008)
- Trunk Muzik (2010)
- Heart of Dixie (2012)
- Trunk Muzik Returns (2013)

## Filmografie

### Televiziune
| An        | Titlu                        | Rol                         | Note                             |
| --------- | ---------------------------- | --------------------------- | -------------------------------- |
| 2010      | BET Hip Hop Awards 2010      | El însuși                   | Live performance                 |
| 2010      | Rob Dyrdek's Fantasy Factory | El însuși                   | Episoade 3.12                    |
| 2011      | Last Call with Carson Daly   | El însuși                   | 1 episod                         |
| 2011      | BET Hip Hop Awards 2011      | El însuși                   | Live performance                 |
| 2011      | Single Ladies                | Nick                        | Episode 1.5                      |
| 2011-2014 | Sons of Anarchy              |                             | Soundtrack (2 episoade)          |
| 2011-2015 | Conan                        | El însuși                   | 2 episoade                       |
| 2012      | Girls                        |                             | Soundtrack (1 episod)            |
| 2013      | Marked Up                    | El însuși (1 episod)        | serial documentar de televiziune |
| 2015      | Jimmy Kimmel Live!           | El însuși                   | Episoade 13.64                   |
| 2016      | BET Awards 2016              | El însuși                   | Live performance                 |
| 2020      | Vecherniy Urgant             | El însuși (invitat muzical) | Episoade 9.106                   |
| 2020      | Ridiculousness               | El însuși                   | Episoade 16.36                   |
| 2020      | Yelawolf: A Slumerican Life  | El însuși                   | serial documentar de televiziune |

### Film
| An   | Titlu                    | Rol    | Note                  |
| ---- | ------------------------ | ------ | --------------------- |
| 2014 | Ride Along               |        | Soundtrack            |
| 2019 | The Peanut Butter Falcon | Ratboy |                       |
| 2022 | Jackass Forever          |        | Soundtrack cu DJ Paul |